# Abdullah Radif
Abdullah Radif (arabisch عبد الله رديف, DMG ʿAbd Allāh Radīf; * 20. Januar 2003) ist ein saudi-arabischer Fußballspieler.

## Karriere

### Klub
Schon in der Jugend war er bei al-Hilal und wechselte zur Saison 2021/22 von der U23 fest in die erste Mannschaft.

### Nationalmannschaft
Seinen ersten Einsatz in der saudi-arabischen Nationalmannschaft erhielt er am 1. Dezember 2021 bei einer 0:1-Niederlage gegen Jordanien während der Gruppenphase des FIFA-Arabien-Pokal 2021. Hier wurde er zur 81. Minute für Abdullah al-Hamdan eingewechselt.